# Aloe cernua
Aloe cernua é uma espécie de liliopsida do gênero Aloe, pertencente à família Asphodelaceae.